# Herculis 2012
Meeting Herculis 2012 byl lehkoatletický mítink, který se konal 20. července 2012 v Monaku. Byl součástí série mítinků Diamantová liga.

## Výsledky
- Archiv výsledků zde [1]

### Muži
| Disciplína       | 1. místo                     | 2. místo                    | 3. místo                |
| 200 m            | Nickel Ashmeade 20,02        | Churandy Martina 20,07      | Wallace Spearmon 20,09  |
| 400 m            | Jonathan Borlée 44,74        | Kirani James 44,76          | Kévin Borlée 44,94      |
| 800 m            | Abraham Rotich 1:43,13       | Leonard Kosencha 1:43,40    | Duane Solomon 1:43,44   |
| 1500 m           | Asbel Kipruto Kiprop 3:28,88 | Nixon Chepseba 3:29,77      | Nick Willis 3:30,35     |
| 110 m překážek   | Aries Merritt 12,80          | Jason Richardson 13,07      | Sergej Šubenkov 13,09   |
| 3 000 m překážek | Conseslus Kipruto 8:03,49    | Paul Kipsiele Koech 8:03,90 | Evan Jager 8:06,81      |
| Skok do výšky    | Jesse Williams 233 cm        | Robert Grabarz 233 cm       | Derek Drouin 230 cm     |
| Skok daleký      | Irving Saladino 816 cm       | Mitchell Watt 812 cm        | Chris Tomlinson 801 cm  |
| Hod oštěpem      | Ołeksandr Pjatnycia 82,85 m  | Vadims Vasiļevskis 81,90 m  | Roman Awramenko 81,57 m |

### Ženy
| Disciplína     | 1. místo                     | 2. místo                         | 3. místo                                  |
| 100 m          | Blessing Okagbareová 10,96   | Tianna Bartolettaová 10,99       | Jeneba Tarmoh 11,09                       |
| 800 m          | Jelena Kofanowa 1:58,41      | Francine Niyonsabaová 1:58,68    | Alysia Montaño 1:59,05                    |
| 3000 m         | Mercy Cherono 8:38,51        | Sylvia Jebiwott Kibetová 8:39,14 | Buze Diriba 8:39,65                       |
| 400 m překážek | Zuzana Hejnová 54,12         | Lashinda Demusová 54,26          | Melaine Walkerová 54,44                   |
| Skok o tyči    | Silke Spiegelburgová 482 cm  | Yarisley Silvaová 462 cm         | Holly Bradshawová Jiřina Svobodová 462 cm |
| Trojskok       | Caterine Ibargüenová 14,85 m | Kimberly Williams 14,50 m        | Olga Rypakovová 14,46 m                   |
| Hod diskem     | Sandra Perkovićová 65,29 m   | Nadine Müllerová 64,64 m         | Yarelis Barriosová 64,49 m                |